# Serres-Gaston
Serres-Gaston – miejscowość i gmina we Francji, w regionie Nowa Akwitania, w departamencie Landy.
Według danych na rok 1990 gminę zamieszkiwało 328 osób, a gęstość zaludnienia wynosiła 37 osób/km² (wśród 2290 gmin Akwitanii Serres-Gaston plasuje się na 853. miejscu pod względem liczby ludności, natomiast pod względem powierzchni na miejscu 1145.).